# Fronsac, Gironde

Fronsac este o comună în departamentul Gironde din sud-vestul Franței. În 2009 avea o populație de 1.049 de locuitori.

## Evoluția populației
| An        | 1975  | 1982  | 1990  | 1999  | 2006  | 2009  |
| --------- | ----- | ----- | ----- | ----- | ----- | ----- |
| Populație | 1.129 | 1.170 | 1.067 | 1.042 | 1.036 | 1.049 |